# Polygala engleri
Polygala engleri är en jungfrulinsväxtart som beskrevs av Chod.. Polygala engleri ingår i släktet jungfrulinssläktet, och familjen jungfrulinsväxter. Inga underarter finns listade i Catalogue of Life.